# Себежское озеро
Се́бежское о́зеро — озеро в бассейне Западной Двины в Псковской области. Название дано по городу Себежу, стоящему на высоком узком мысу. Площадь водосборного бассейна — 128 км².
Озеро является котловиной ледникового происхождения и находится на высоте 126 метров над уровнем моря, входит в группу Себежских озёр.
Площадь озера составляет 15,8 км² (с островами — 16,0 км²). Средняя глубина озера составляет около 5 метров, наибольшая — 18 метров, а размах колебаний уровня озера составляет около 1,5 метра. Притоки озера — небольшие речки, вытекает из озера лишь одна река — Угаринка. С востока в озеро впадает река Чернея с одноимённой деревней в устье.
Берега Себежского озера высокие, грунт в прибрежье песчаный. Озеро покрыто льдом с ноября-декабря до конца апреля, летом воды озера в поверхностном слое прогреваются до 20 °C и выше.
В 1996 году озеро входит в состав Себежского национального парка, в котором обитают такие редкие виды птиц, как чёрный аист, скопа, орлан-белохвост и прочие.
Лещово-судачий тип озера. Массовые виды рыб: лещ, судак, щука, плотва, окунь, густера, уклея, красноперка, ерш, язь, верховка, линь, караси серебряный и золотой, карп, пелядь, пескарь, налим, вьюн, щиповка, сом, угорь, бычок-подкаменщик; единично также широкопалый и длиннопалый раки.
Ранее озеро использовалось для пассажирского судоходства.

Название озера имеет финно-угорское происхождение. По другой версии, название балтийского происхождения, родственно латыш. sabiezet «густеть».

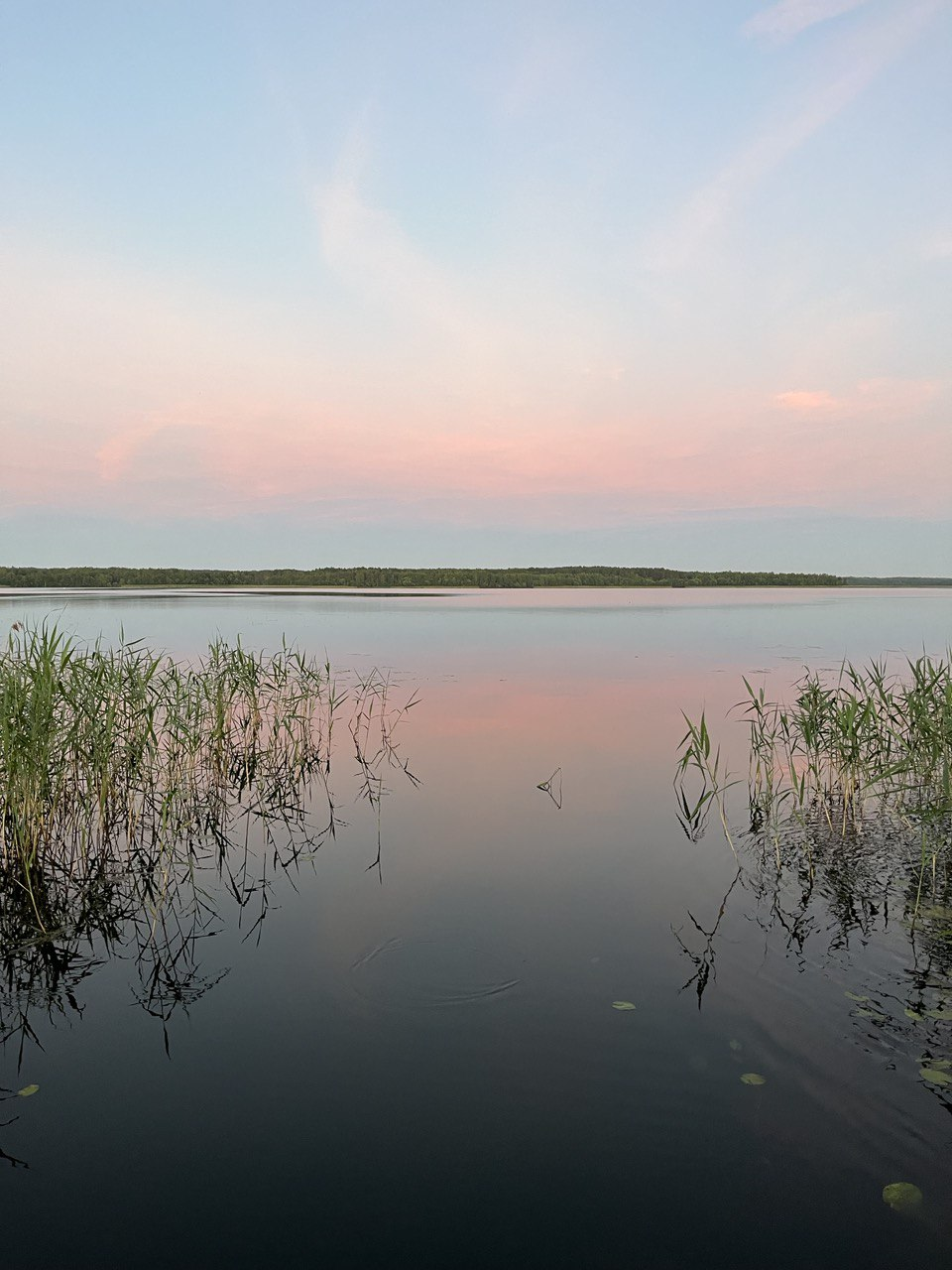
Вид на озеро летом 2024 года
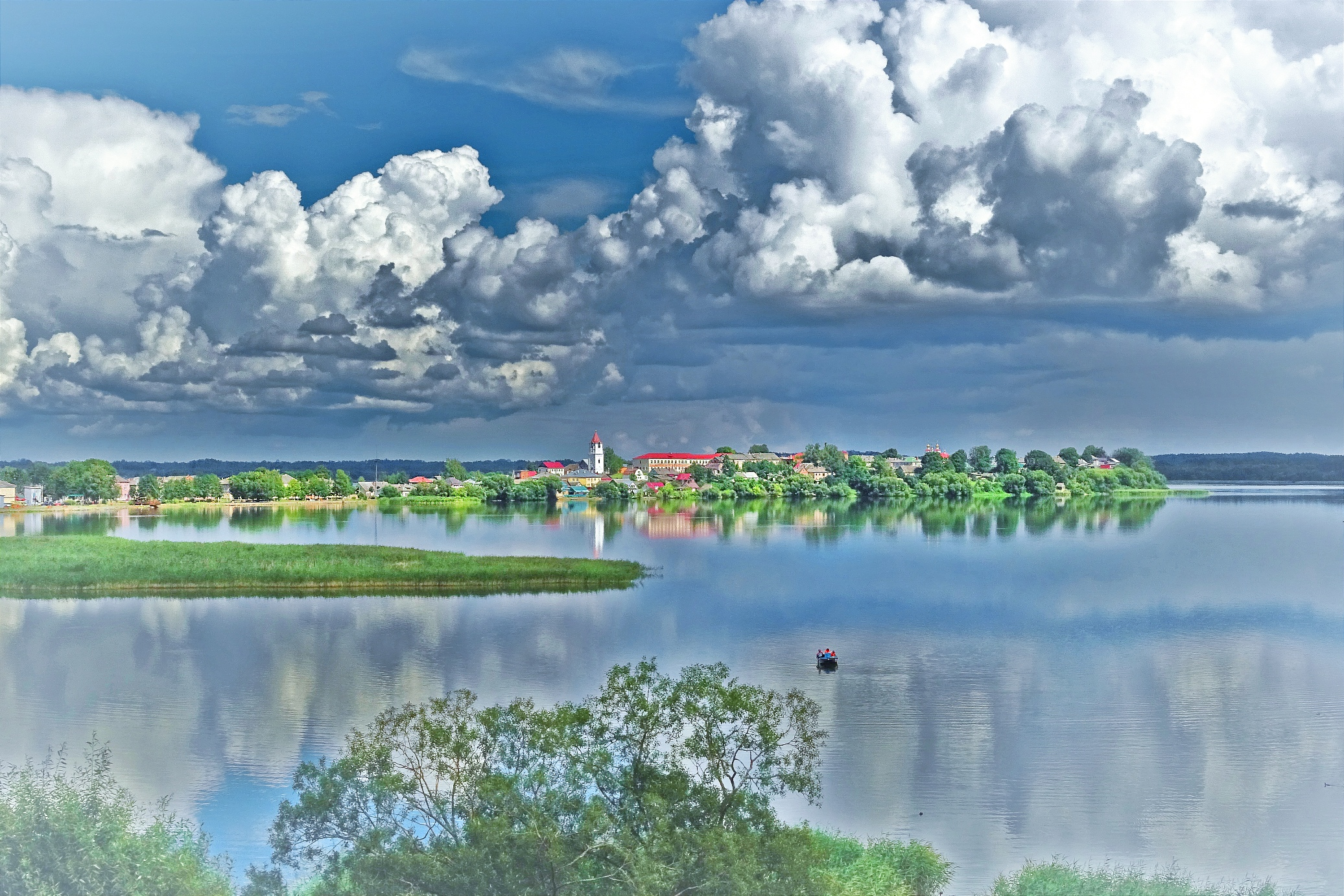
Себежское озеро в августе